# Série de billets de banque canadiens de 1954
La série de 1954 est la troisième série de billets de banque canadiens émise par la Banque du Canada. La série est conçue en 1952, et fait suite à l'accession d'Élisabeth II au trône britannique le 6 février de la même année après la mort de son père George VI.
Si les billets diffèrent de manière significative de la série précédente de 1937 avec des paysages du Canada au verso, certains éléments sont cependant conservés, comme les libellés bilingues et la couleur associée à chaque type de coupure.
Cette série est aussi connue sous l’appellation « face de diable », car dans la gravure de la chevelure de la reine, un diable ricanant semble apparaître. En 1956, les planches d’impression ont été modifiées afin d'en corriger le motif.

## Design de la série
Charles Comfort se voit confié par la Banque du Canada, le soin de créer la prochaine série de billets sur la thématique des paysages canadiens. Au total huit motifs sur trois-mille photographies extraites de diverses collections (compagnies de chemin de fer, fonds d'archives, agences de presse...) seront retenus. Seule l'édition commémorative du billet de 1 $ en 1967 possède un bâtiment : les premiers édifices du Parlement du Canada détruits par un incendie en 1916.
C'est également la première série avec la jeune reine Élisabeth II, le portrait a été realisé par le photographe canadien Yousuf Karsh, à l'origine pour des timbres poste.

## Billets
| Valeur  | Couleur     | Description Avers | Description Revers                                  | Avers | Revers | Date d'émission  |
| ------- | ----------- | ----------------- | --------------------------------------------------- | ----- | ------ | ---------------- |
| 1 $     | Vert        | Elizabeth II      | Une prairie du Saskatchewan                         |       |        | 9 septembre 1954 |
| 1 $     | Vert        | Elizabeth II      | Colline du Parlement                                |       |        | 3 janvier 1967   |
| 2 $     | Terra cotta | Elizabeth II      | La campagne, Richmond, Québec                       |       |        | 9 septembre 1954 |
| 5 $     | Bleu        | Elizabeth II      | Otter Falls, (Rivière Aishihik), Yukon              |       |        | 9 septembre 1954 |
| 10 $    | Violet      | Elizabeth II      | Mont Burgess, Colombie-Britannique                  |       |        | 9 septembre 1954 |
| 20 $    | Vert olive  | Elizabeth II      | Paysage d'hiver, Laurentides, Québec                |       |        | 9 septembre 1954 |
| 50 $    | Orange      | Elizabeth II      | Plage de Lockeport, Nouvelle-Écosse                 |       |        | 9 septembre 1954 |
| 100 $   | Marron      | Elizabeth II      | Lac Okanagan, montagne Munson, Colombie-Britannique |       |        | 9 septembre 1954 |
| 1 000 $ | Rose        | Elizabeth II      | L'Anse-Saint-Jean, Québec                           |       |        | 9 septembre 1954 |